# Квантово-хімічний дескриптор
Квантово-хімічний дескриптор (рос. квантово-химический дескриптор, англ. quantum-chemical descriptor) — дескриптор, побудований на основі власних значень чи власних векторів, зокрема на основі НЗМО (найвища заселена молекулярна орбіталь) та НВМО (найнижча вакантна молекулярна орбіталь). Сюди належать атомні заряди, дипольні моменти, порядки зв'язків та індекси граничних орбіталей, в основі розрахунку яких лежать коефіцієнти при атомних орбіталях, а також індекс суперделокалізовності, в основі якого лежать як власні значення, так і власні вектори.